# Sredosełci
Sredosełci (bułg. Средоселци) – wieś w Bułgarii, w obwodzie Razgrad, w gminie Isperich. W 2023 roku liczyła 313 mieszkańców.